# Raión de Nadvirna
Raión de Nadvirna (en ucraniano: Надвірнянський район) es un raión o distrito de Ucrania en el óblast de Ivano-Frankivsk. La capital es la ciudad de Nadvirna.
Comprende una superficie de 1872 km². El territorio actual del raión data de 2020, cuando se integró en su territorio el área distrital de Yaremche, ciudad que no pertenecía a ningún raión y estaba directamente subordinada a la óblast como ciudad de importancia regional.

## Demografía
Según estimación 2010 contaba con una población total de 130600 habitantes.

## Subdivisiones
Tras la reforma territorial de 2020, el raión incluye ocho municipios: las ciudades de Nadvirna (la capital) y Yaremche, los sélyshcha de Vorojta, Deliatyn y Lanchyn y los municipios rurales de Polianytsia, Pásichna y Perérisl.

## Otros datos
El código KOATUU fue 2624000000. El código postal 78400 y el prefijo telefónico +380 3475.